# Thị trấn

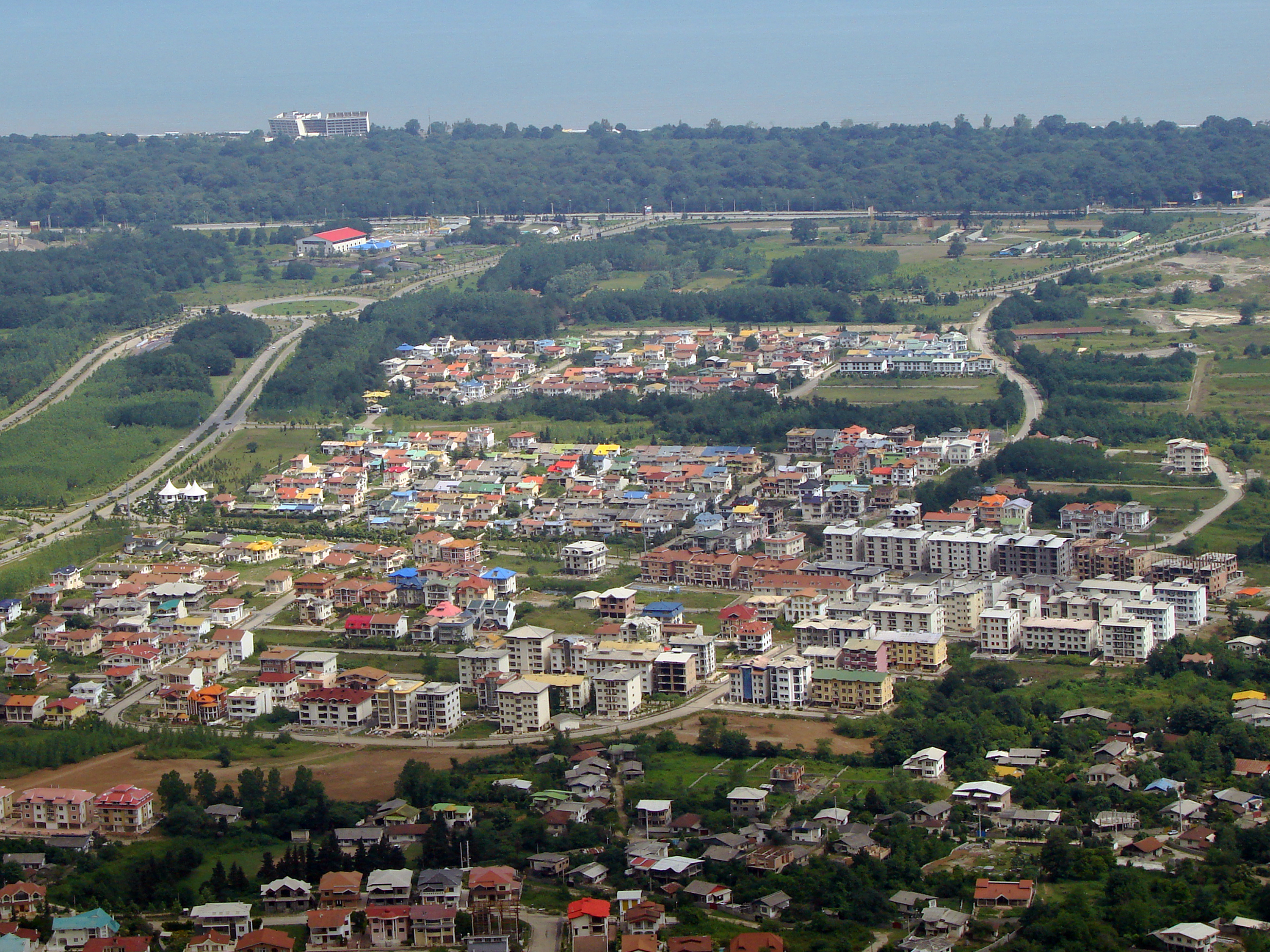
Thị trấn

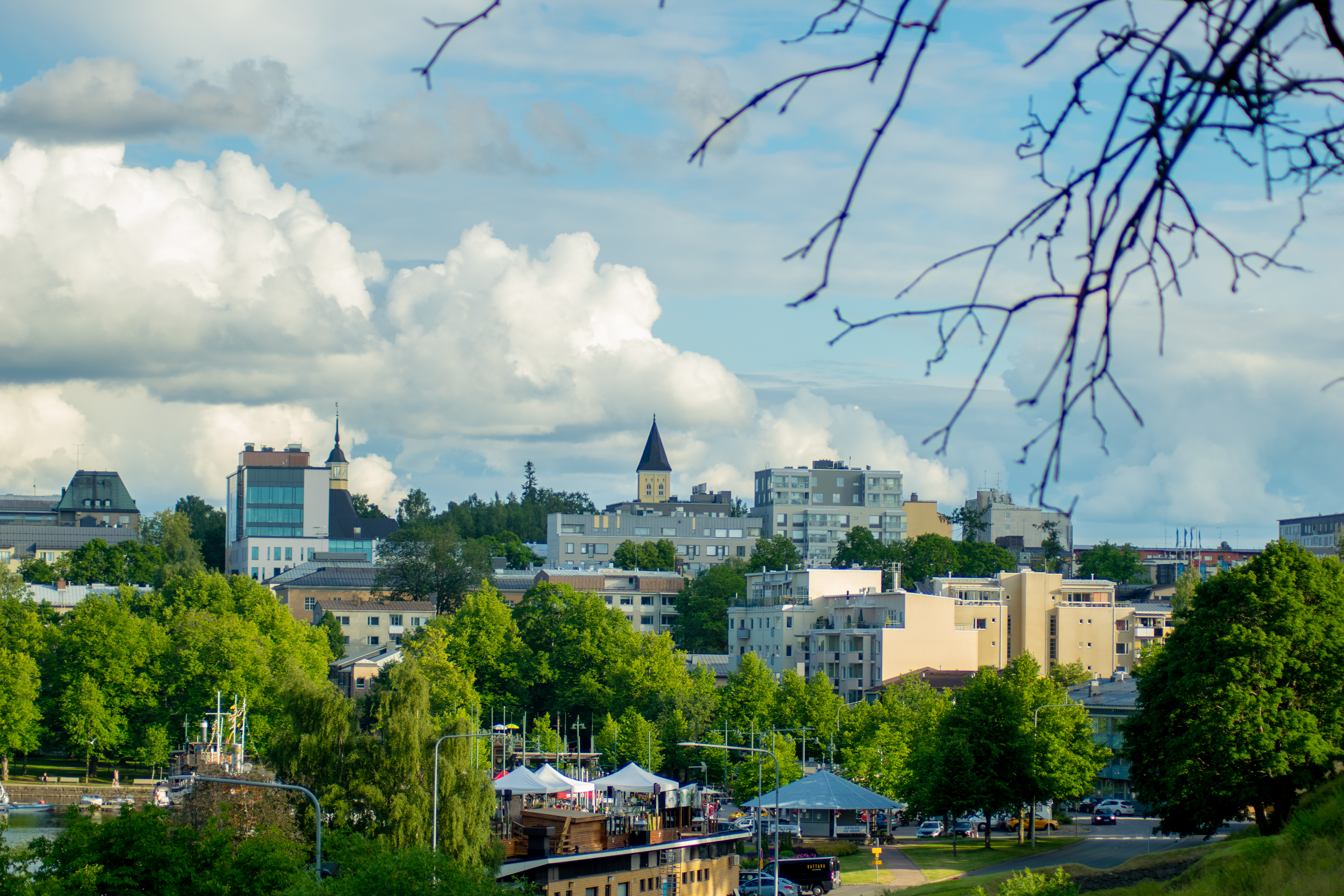
Thị trấn Lappeenranta (Nam Karelia, Phần Lan)

Thị trấn là một khu vực định cư của con người có mức độ đô thị hóa lớn hơn làng nhưng nhỏ hơn thị xã hoặc thành phố. Kích thước của thị trấn thay đổi khác nhau ở nhiều nơi trên thế giới, ví dụ như nhiều "thị trấn nhỏ" ở Hoa Kỳ có thể được xem là làng như ở vương quốc Anh, trong khi đó nhiều "thị trấn nhỏ" ở Anh có thể bằng "thành phố" của Hoa Kỳ.

## Thị trấn theo quốc gia

### Đức
Thị trấn (Kleinstadt) ở Đức được phân loại theo dân số theo định nghĩa 1887 từ 5.000 đến 20.000 dân. Trên 20.000 đến 100.000 được gọi là Mittelstadt, trên 100.000 là Großstadt. Dưới 5.000 được gọi là Landstadt.

### Hoa Kỳ
Một số tiểu bang Hoa Kỳ có một cấp hành chính địa phương gọi là thị trấn (tiếng Anh: town), ứng với các xã (township) tại các tiểu bang khác.

### Nhật Bản
Thị trấn (tiếng Nhật: 町; chō hay machi) là một đơn vị hành chính địa phương ở Nhật Bản. Về mặt địa lý nó nằm trong tỉnh.

### Việt Nam
Thị trấn là một đơn vị hành chính cấp xã tại Việt Nam. Tất cả thị trấn tại Việt Nam đều trực thuộc các huyện.